# Kinó (grup de música)
|  | Per a altres significats, vegeu «Kino (conjunt britànic)». |

Kinó (rus: Кино́, sovint escrit en majúscules) va ser un grup de rock rus encapçalat per Víktor Tsoi. Foren una de les formacions musicals més populars durant els anys 80 a la Unió Soviètica.

## Història
Es van formar l'estiu de 1981 a Leningrad (ara Sant Petersburg) com el grup punk Garin i guiperboloidi (Garin i hiperboloides, nom basat en la novel·la L'hiperboloide de l'enginyer Garin d'Aleksei Nikolàievitx Tolstoi), consistint de Víktor Tsoi, Aleksei Ribin i Oleg Valinski. Un any més tard van canviar el seu nom al més curt Kinó ("cinema" en rus). Com que la música rock era considerada anti-soviètica pel govern de l'època, Kinó, com els altres grups rock, només podien fer concerts en clubs semiunderground i a apartaments d'altres músics.
A l'estiu de 1982, el seu primer àlbum, "45" (la seva durada en minuts), va veure la llum. El disc contenia també cançons del grup Akvàrium, i va aconseguir certa acollida mitjançant canals underground.
El primer àlbum a tenir un èxit veritablement considerable va ser "Notx" ("La nit"), el 1986. Sis cançons extretes de "Notx" van aparèixer en un recopilatori estatunidenc de grups underground soviètics (Red Wave: 4 Underground Bands from the USSR compilation disc) el mateix any.
Gràcies al començament de les reformes de la Perestroika, Kinó va poder sortir a la llum pública i el 1988 finalment pogueren editar un àlbum dins de la legalitat permesa pel règim: "Gruppa krovi" ("El grup sanguini") va representar el pinacle de la popularitat del grup, acompanyada per l'aparició de Tsoi a la pel·lícula ''Iglà'' ("L'agulla").
Els següents dos anys el grup va treure a la venda un altre àlbum i va poder donar concerts tant a l'estranger com a la Unió Soviètica, atraient enormes audiències, fins que el 15 d'agost de 1990 Víktor Tsoi va perdre la vida en un dramàtic accident de cotxe prop de Riga.
La cinta de casset amb la pista de veu llesta per al proper àlbum va sobreviure l'impacte, i va poder veure la llum sense un títol, tot i que sempre se cita amb el nom de "Txorni albom" ("L'àlbum negre"), per la seva coberta negra.
La popularitat del grup a la Unió Soviètica era tan extraordinàriament alta que després de la mort d'en Tsoi molta gent va omplir murs, tanques i roques en tot el país amb les paraules "Цой жив!" ("Tsoi jiv!" – "Tsoi està viu!") i "КИНО" ("KINÓ"). Escriure aquests mots es va convertir en una mena de ritual d'acomiadament i memorial entre els fans de Kinó, i fins i tot avui en dia manifestacions similars segueixen apareixent de tant en tant.
Tsoi va compondre i escriure la major part de les cançons de Kinó. Hi eren sovint presents les idees de llibertat i profunds pensaments sobre la vida, l'amor i la mort.

## Discografia
Àlbums d'estudi'
- 45 (1982)
- Начальник Камчатки (Natxàlnik Kamtxatki) (1984)
- Это не Любовь... (Eto ne liubov) (1985)
- Ночь (Notx) (1986)
- Группа Крови (Gruppa Krovi) (1988)
- Звезда по Имени Солнце (Zvezdà po Ímeni Solntse) (1989)
- Чёрный Альбом (Txorni Albom) (1990)

Recopilacions/maquetes
- Неизвестные песни Виктора Цоя (Neizvéstnie pesni Víktora Tsoia) (1982)
- 46 (1983)
- Последний Герой (Posledni Gueroi) (1989)
- История Этого Мира (Istória Étogo Mira) (2000)

Gravacions en directe
- Концерт в Рок-Клубе (Kontsert v Rok-Klube) (1985)
- Акустический Концерт (Akustítxeski Kontsert) (1987)